# Groupe Empain
 (janvier 2022).
Pour les articles homonymes, voir Empain.
Le Groupe Empain est formé de plusieurs compagnies ferroviaires sur le territoire français à la fin du XIXe siècle. Le baron Édouard Empain en est à l'origine.

## Chemin de fer secondaire et tramway

### Belgique
- La société anonyme des Railways économiques de Liège-Seraing et extensions (RELSE) et sa filiale la société des Tramways électriques du pays de Charleroi et extensions (TEPCE).

### France
- La Compagnie des chemins de fer à voie étroite du Midi (CFVEM) ;
- La société des Chemins de Fer du Périgord (CFP) ;
- La compagnie des Chemins de fer économiques du Nord (CEN) ;
- La Compagnie générale des Chemins de fer vicinaux (CFV) ;
- La compagnie des Tramways électriques de Lille et sa banlieue (TELB) et sa filiale la Compagnie Générale Industrielle de Transports (CGIT).

Toutes ces lignes sont à voie métrique en partie construites sur route. La majorité du matériel roulant est d'origine belge, livré par  les Ateliers de construction du Nord de la France (ANF) à Blanc-Misseron.

## Autres compagnies

### Secteur bancaire
- La Banque parisienne pour l'industrie ;
- La Banque industrielle belge.

### Domaine des transports
- La Fédération Française et Belge des Tramways ;
- La Compagnie Générale de Railways et d’Électricité ;
- La Compagnie générale de traction ;
- La Société des transports en commun de la région parisienne (STCRP) ;
- La Compagnie générale des railways à voie étroite.

### Construction ferroviaires
- Les Ateliers de constructions électriques de Charleroi (ACEC) ;
- Les Forges et ateliers de constructions électriques de Jeumont.

### Industries diverses
- La Société parisienne pour l'industrie électrique (Spie) ;
- La société de recherches et d'exploitation pétrolifère (SREP) ;
- La Carbonisation Et Charbons Actifs (CECA) ;
- La Compagnie industrielle de travaux (Citra);
- Jeumont-Schneider.